# Gattungsbezirk

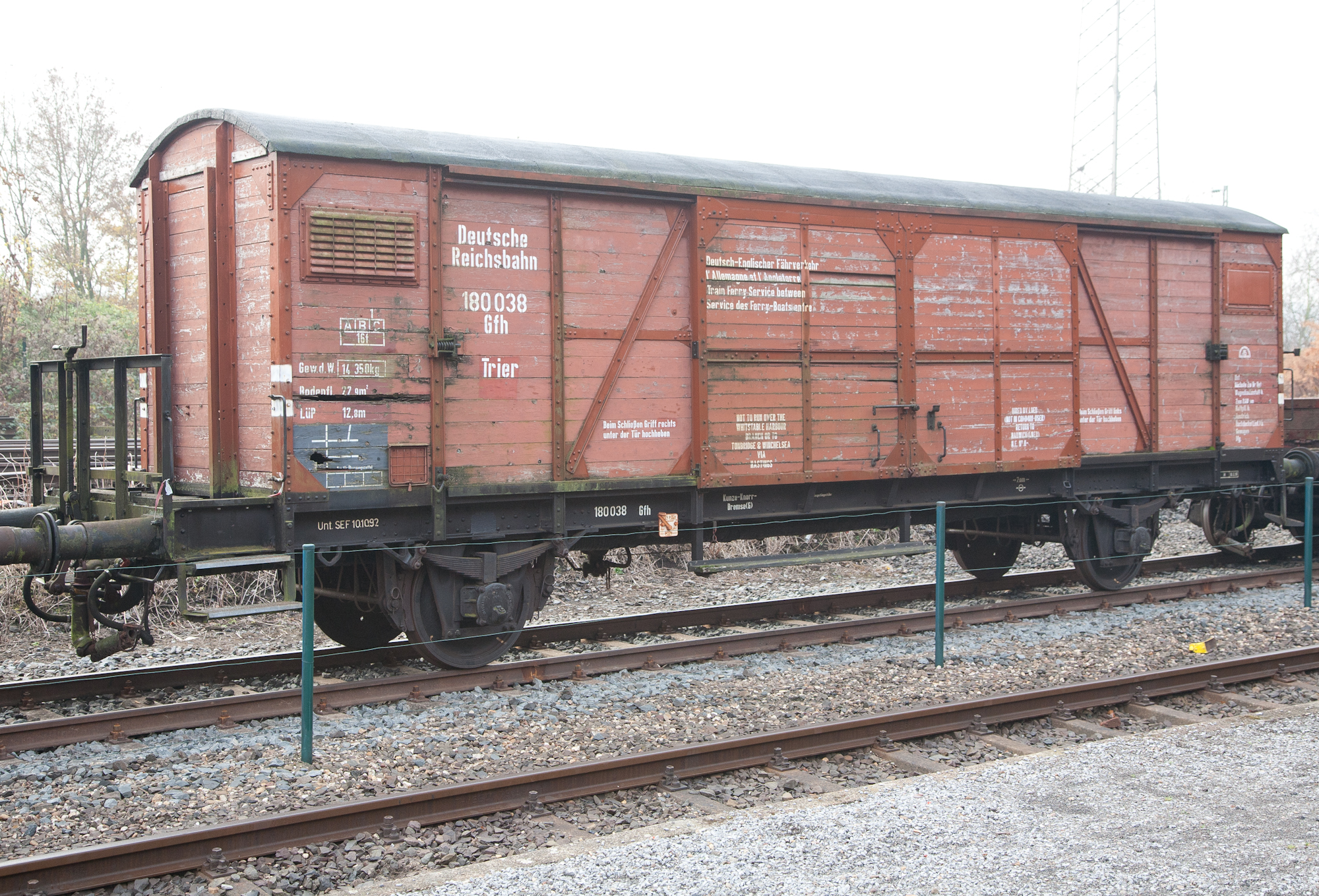
Wagen des Gattungsbezirks Trier (Fährbootwagen)

Gattungsbezirk war eine Klassifikation von Eisenbahngüterwagen bei der Deutschen Reichsbahn.
Nachdem die Deutsche Reichsbahn 1920 gegründet worden war, wurden ab 1921 alle Güterwagengattungen mit gleichen oder ähnlichen Verwendungsmöglichkeiten in Gattungsbezirke zusammengefasst. Diese trugen die Namen einer Reichsbahndirektion, später auch anderer Städte. Ab 1922 wurden die Wagen umgezeichnet, 1924 war dies weitgehend abgeschlossen.
| Gattungsbezirke             | Gattungszeichen | Wagenart                                         | Bauart         | Zeitraum  |
| --------------------------- | --------------- | ------------------------------------------------ | -------------- | --------- |
| Altona, später Hamburg      | V               | Verschlagwagen                                   | L, V, A, G     | 1922–1937 |
| Augsburg                    | S               | zwei- und dreiachsige Schienenwagen              | L, V, A, G     | 1922–1945 |
| Berlin                      | Gk              | Kühlwagen                                        | L, V, A, G     | 1922–1945 |
| Breslau                     | Om              | offene Güterwagen                                | L, V, A, G     | 1922–1945 |
| Dresden                     | G und GG        | gedeckte großräumige Wagen                       | L, V, A, G     | 1922–1945 |
| Elberfeld, später Wuppertal | K               | Klappdeckelwagen                                 | L, V, A        | 1922–1930 |
| Erfurt                      | X               | offene Arbeitswagen                              | L, V, A, G     | 1922–1945 |
| Essen                       | Om              | offene Wagen                                     | V, G           | 1922–1945 |
| Kassel (Cassel)             | G               | gedeckte Wagen                                   | V, A           | 1922–1945 |
| Köln                        | SS              | vier- und mehrachsige Schienenwagen (Flachwagen) | L, V, A, G     | 1922–1945 |
| München                     | G               | gedeckte Wagen                                   | Verbandsbauart | 1922–1945 |
| Nürnberg                    | O               | offene Wagen                                     | Verbandsbauart | 1922–1945 |
| Regensburg                  | H               | Drehschemelwagen                                 | L, V, A        | 1922–1945 |
| Stuttgart                   | R               | Rungenwagen                                      | L, V, A, G     | 1922–1945 |

Legende:
- L = Länderbahnbauart
- V = Verbandsbauart
- A = Austauschbauart
- G = geschweißte Bauart